# Paul Sloane
Paul Sloane (New York, 16 aprile 1893 – Santa Monica, 15 novembre 1963) è stato uno sceneggiatore, regista e produttore cinematografico statunitense che usò firmarsi anche Paul H. Sloane.

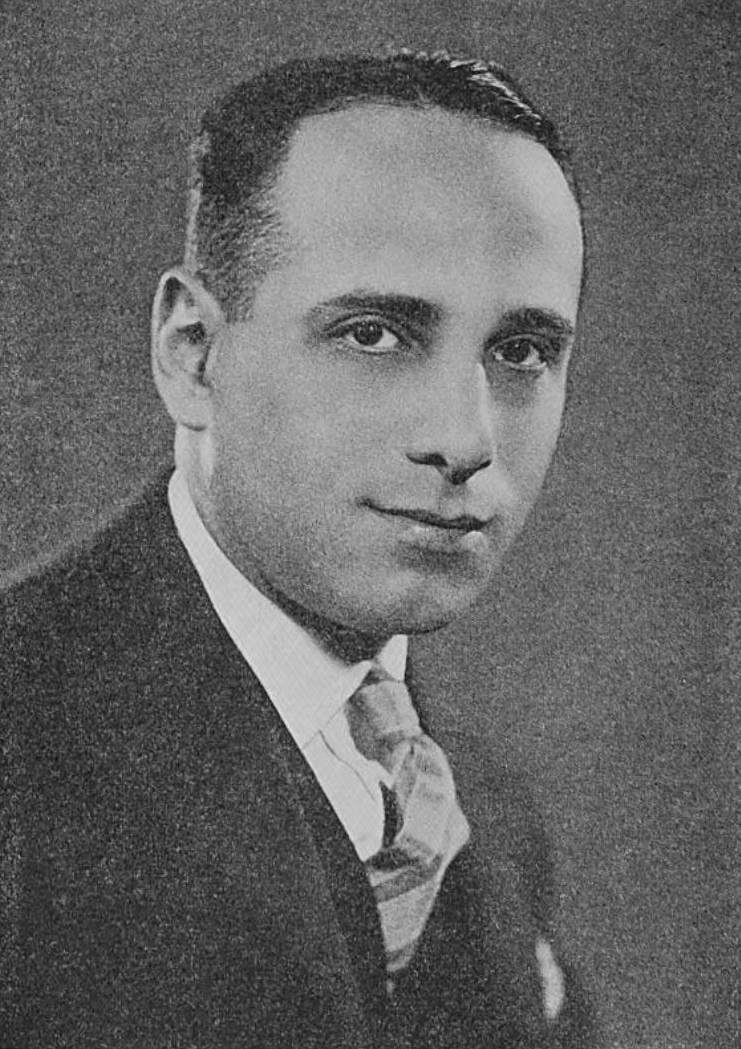

Sloane fu uno scrittore che aveva cominciato la sua carriera cinematografica con la compagnia di Edison, firmando il suo primo lavoro, The Cossack Whip, nel 1916. Diresse anche alcuni film e terminò la sua carriera nel 1952, regista di una pellicola in Giappone

## Filmografia

### Sceneggiatore
- The Cossack Whip, regia di John H. Collins (1916)
- Pardners (1917)
- The Royal Pauper
- The Lady of the Photograph
- The Wolf, regia di James Young (1919)
- A Manhattan Knight, regia di George A. Beranger (1920)
- The Dead Line, regia di Dell Henderson - soggetto e sceneggiatura (1920)
- Mamma (Over the Hill to the Poorhouse), regia di Harry F. Millarde (1920)
- The Tiger's Cub
- The Thief, regia di Charles Giblyn (1920)
- The Scuttlers, regia di J. Gordon Edwards - sceneggiatura (1920)
- Know Your Men
- His Greatest Sacrifice, regia di J. Gordon Edwards - storia e sceneggiatura (1921)
- L'inapprezzabile (Beyond Price), regia di J. Searle Dawley (1921)
- Thunderclap
- A Stage Romance, regia di Herbert Brenon (1922)
- Without Fear
- Shackles of Gold
- Ali d'argento (Silver Wings), regia di Edwin Carewe e John Ford (1922)
- Who Are My Parents?, regia di J. Searle Dawley (1922)
- The Town That Forgot God
- Il fabbro del villaggio (The Village Blacksmith), regia di John Ford (1922)
- My Friend the Devil, regia di Harry Millarde (1922)
- If Winter Comes
- Homeward Bound, regia di Ralph Ince (1923)
- Fratello maggiore (Big Brother), regia di Allan Dwan (1923)
- The Confidence Man, regia di Victor Heerman (1924)
- Manhattan
- Danubio bleu
- Lone Cowboy
- Here Comes the Band
- The Texans, regia di James P. Hogan - sceneggiatura (1938)
- L'ultimo pellirossa
- The Sun Sets at Dawn
- Feng ye qing', regia di Paul Sloane (1952)

### Regista
- Troppi baci (Too Many Kisses) (1925)
- A Man Must Live
- The Shock Punch
- The Coming of Amos (1925)
- Made for Love (1926)
- Eve's Leaves
- The Clinging Vine
- Corporal Kate
- Turkish Delight (1927)
- Danubio bleu
- Hearts in Dixie
- The Three Sisters (1930)
- The Cuckoos
- Half Shot at Sunrise (1930)
- Traveling Husbands
- Consolation Marriage (1931)
- Tempeste sull'Asia (War Correspondent) (1932)
- The Woman Accused
- Terror Aboard
- Lone Cowboy
- Straight Is the Way (1934)
- Down to Their Last Yacht (1934)
- Here Comes the Band
- L'ultimo pellirossa
- The Sun Sets at Dawn
- Feng ye qing